# Mistrzowice (Czeski Cieszyn)
Mistrzowice (cz. Mistřoviceⓘ, niem. Mistrzowitz) – część miasta Czeskiego Cieszyna, położonego w Czechach, w kraju morawsko-śląskim, w powiecie Karwina. Jest to także gmina katastralna o powierzchni 314,38 ha. Położona około 3,5 kilometra na zachód od centrum miasta. Populacja w 2001 wynosiła 404 osoby, zaś w 2010 odnotowano 204 adresy. 

## Historia
Pierwsza wzmianka pochodzi z 1431 roku jako Mistrzowicz[e]. Mistrzowice to nazwa patronimiczna od nazwy osobowej Mistrz.
Politycznie wieś znajdowała się wówczas w granicach Księstwa Cieszyńskiego, będącego lennem Królestwa Czech, a od 1526 roku w wyniku objęcia tronu czeskiego przez Habsburgów wraz z regionem aż do 1918 roku w monarchii Habsburgów (potocznie Austrii).
Według austriackiego spisu ludności z 1910 Mistrzowice, bez Koniakowa, miały 380 mieszkańców, z czego 372 (97,9%) było polsko-, 5 (1,3%) czesko-, a 3 (0,8%) niemieckojęzycznymi, 95 (25%) było katolikami, 278 (73,2%) ewangelikami, a 7 (1,8%) innej religii lub wyznania.
Od 1975 Mistrzowice znajdują się w granicach administracyjnych Czeskiego Cieszyna.

## Postacie
- Jerzy Cienciała (1834–1913) – polski działacz narodowy, poseł na Sejm Ziemi Śląskiej w Opawie oraz Rady Państwa w Wiedniu
- Adam Cienciała – działacz społeczny, brat Jerzego Cienciały
- Wanda Delong – harcerka, członkini ruchu oporu ZWZ i AK, zamordowana w Mistrzowicach